# Arctoconopa
Arctoconopa là một chi ruồi trong họ Limoniidae.

## Các loài
- Arctoconopa aldrichi
- Arctoconopa australis
- Arctoconopa bifurcata
- Arctoconopa carbonipes
- Arctoconopa cinctipennis
- Arctoconopa forcipata
- Arctoconopa insulana
- Arctoconopa kluane
- Arctoconopa manitobensis
- Arctoconopa megaura
- Arctoconopa melampodia
- Arctoconopa obscuripes
- Arctoconopa pahasapa
- Arctoconopa painteri
- Arctoconopa quadrivittata
- Arctoconopa taimyrensis
- Arctoconopa zonata